# Olympische Sommerspiele 2016/Schwimmen – 400 m Lagen (Frauen)
Der Wettbewerb über 400 Meter Lagen der Frauen bei den Olympischen Spielen 2016 in Rio de Janeiro wurde am 6. August 2016 ausgetragen. 33 Athletinnen aus 23 Ländern nahmen daran teil. 
Es fanden fünf Vorläufe statt. Die acht schnellsten Schwimmerinnen aller Vorläufe qualifizierten sich für das Finale, welches am gleichen Tag (MESZ am nächsten Tag) ausgetragen wurde.
Abkürzungen:

WR = Weltrekord, OR = olympischer Rekord, NR = nationaler Rekord

ER = Europarekord, NAR = Nordamerikarekord, SAR = Südamerikarekord, ASR = Asienrekord, AFR = Afrikarekord, OZR = Ozeanienrekord

PB = persönliche Bestleistung, JWB = Jahresweltbestzeit

## Vorlauf

### Vorlauf 1
6. August 2016
| Platz | Name               | Nation     | Zeit        | Anmerkung |
| ----- | ------------------ | ---------- | ----------- | --------- |
| 1     | Martina van Berkel | Schweiz    | 4:45,12 min |           |
| 2     | Tanja Kylliainen   | Finnland   | 4:45,33 min |           |
| 3     | Joerdis Steinegger | Österreich | 4:47,84 min |           |

### Vorlauf 2
6. August 2016
| Platz | Name                    | Nation      | Zeit        | Anmerkung |
| ----- | ----------------------- | ----------- | ----------- | --------- |
| 1     | Matea Samardzic         | Kroatien    | 4:39,41 min |           |
| 2     | Anja Crevar             | Serbien     | 4:43,19 min |           |
| 3     | Victoria Kaminskaya     | Portugal    | 4:46,03 min |           |
| 4     | Sara Franceschi         | Italien     | 4:48,48 min |           |
| 5     | Virginia Bardach Martin | Argentinien | 4:49,69 min |           |
| 6     | Ranokhon Amanova        | Usbekistan  | 4:52,15 min |           |

### Vorlauf 3
6. August 2016
| Platz | Name                  | Nation      | Zeit        | Anmerkung |
| ----- | --------------------- | ----------- | ----------- | --------- |
| 1     | Vien Nguyen Thi Anh   | Vietnam     | 4:36,85 min | NR        |
| 2     | Sydney Pickrem        | Kanada      | 4:38,06 min |           |
| 3     | Joanna Maranhão       | Brasilien   | 4:38,88 min |           |
| 4     | Viktoria Zeynep Güneş | Türkei      | 4:41,79 min |           |
| 5     | Maria Vilas Vidal     | Spanien     | 4:42,52 min |           |
| 6     | Franziska Hentke      | Deutschland | 4:43,32 min |           |
| 7     | Fantine Lesaffre      | Frankreich  | 4:44,47 min |           |
| 8     | Luisa Trombetti       | Italien     | 4:45,52 min |           |

### Vorlauf 4
6. August 2016
| Platz | Name             | Nation             | Zeit        | Anmerkung |
| ----- | ---------------- | ------------------ | ----------- | --------- |
| 1     | Madeline DiRado  | Vereinigte Staaten | 4:33,50 min |           |
| 2     | Aimee Willmott   | Großbritannien     | 4:34,08 min |           |
| 3     | Emily Overholt   | Kanada             | 4:36,54 min |           |
| 4     | Miho Takahashi   | Japan              | 4:37,33 min |           |
| 5     | Keryn McMaster   | Australien         | 4:37,33 min |           |
| 6     | Barbora Závadová | Tschechien         | 4:38,53 min |           |
| 7     | Shiwen Ye        | China              | 4:45,86 min |           |
| 8     | Min Zhou         | China              | 4:50,38 min |           |

### Vorlauf 5
6. August 2016
| Platz | Name              | Nation             | Zeit        | Anmerkung |
| ----- | ----------------- | ------------------ | ----------- | --------- |
| 1     | Katinka Hosszú    | Ungarn             | 4:28,58 min |           |
| 2     | Mireia Belmonte   | Spanien            | 4:32,75 min |           |
| 3     | Hannah Miley      | Großbritannien     | 4:33,74 min |           |
| 4     | Elizabeth Beisel  | Vereinigte Staaten | 4:34,38 min |           |
| 5     | Sakiko Shimizu    | Japan              | 4:34,66 min | NR        |
| 6     | Zsuzsanna Jakabos | Ungarn             | 4:38,52 min |           |
| 7     | Blair Evans       | Australien         | 4:38,91 min |           |
| 8     | Lara Grangeon     | Frankreich         | 4:43,98 min |           |

## Finale
7. August 2016, MESZ
| Platz | Name             | Nation             | Zeit        | Anmerkung |
| ----- | ---------------- | ------------------ | ----------- | --------- |
| 1     | Katinka Hosszú   | Ungarn             | 4:26,36 min | WR        |
| 2     | Madeleine DiRado | Vereinigte Staaten | 4:31,15 min |           |
| 3     | Mireia Belmonte  | Spanien            | 4:32,39 min |           |
| 4     | Hannah Miley     | Großbritannien     | 4:32,54 min |           |
| 5     | Emily Overholt   | Kanada             | 4:34,70 min |           |
| 6     | Elizabeth Beisel | Vereinigte Staaten | 4:34,98 min |           |
| 7     | Aimee Willmott   | Großbritannien     | 4:35,04 min |           |
| 8     | Sakiko Shimizu   | Japan              | 4:38,06 min |           |